# 都湯
都湯（みやこゆ）は、兵庫県相生市相生3にある銭湯。1918年（大正7年）創業。相生市に唯一残る銭湯であり、100年を越える歴史を持つ。兵庫県最西端の銭湯。

## 概要
1918年(大正7年)に現経営者の宮崎一一（5代目）の祖父が創業。2018年には創業100年を迎えた。創業当時、造船業が盛んだった相生には8軒の銭湯が存在したが、昭和50年代頃から急速に家庭に風呂が普及したことで、現在では「都湯」は相生市で唯一の銭湯となっている。2014年までは、宮崎の母と弟が経営していたが、相次いで亡くなったため、地元から継続を望む声を受け、宮崎が実家に戻り継承。しかし、2018年に宮崎自身の大病のため、3か月間の休業。経営悪化もあり、一時は2019年末での廃業を検討していたが、同年8月24日付の神戸新聞社広域播磨面「相生新聞」で窮状を知った客がTwitterなどの会員制交流サイト（SNS）を駆使して広報活動を行った結果、市外からの客が増えたことも手伝い療養後の2019年末に再開した。中には常連客のFacebookで知り、東京からかけつけた来客もあった。2020年からは、客同士の交流や記録のため、落書き帳が男女それぞれの脱衣所に置かれるようになった。
建物外観と脱衣場に置かれる体重計、マッサージチェア、せっけんキープ箱などは年代を重ねレトロ感を醸し出しているが、浴室内は開業以来改築され大きくなっている他、タイルは何度も張り替えられ、清潔に保たれている。1日の浴客は15-20人ほどで、売上げのほぼすべては維持管理に回されている。
開店は16時半からで、常連客は入口の電灯が灯ったことを確認し入る。年配の常連客が多く、しばらく顔を見ない人があると、宮崎が連絡を取るなど、地域に根差した銭湯として親しまれている。脱衣所には、男女それぞれに黒と白の招き猫が置かれる。浴槽は縦長で大小2つからなり、小さく浅い浴槽には少しぬるめの湯が張られ、大きくやや深い浴槽には熱めの湯が張られる。湯には井戸水が使用され、41度に設定されている。
2021年6月19日-20日には、京都在住の客から送られたショウブの束を使い、開業以来初の「しょうぶ湯」が行われた。
2024年2月より5月末まで、燃料費の高騰を理由に4ヶ月間の長期休業予定。